# Federico IV di Lorena
Federico IV di Lorena detto il Combattente (Gondreville, 15 aprile 1282 – Parigi, 21 aprile 1329) è stato Duca di Lorena dal 1312 alla sua morte.

## Origine
Federico, secondo la HISTOIRE ECCLESIASTIQUE ET CIVILE DE LORRAINE, QUI COMPREND CE QUI..., Volume 2, era il figlio maschio primogenito del Duca di Lorena, Teobaldo II e della moglie, Isabella di Rumigny, (1263-1326), figlia di Ugo, Signore di Rumigny e di Filippina d'Oulche.
Teobaldo II di Lorena, secondo la HISTOIRE ECCLESIASTIQUE ET CIVILE DE LORRAINE, QUI COMPREND CE QUI..., Volume 2, era il figlio maschio primogenito del Duca di Lorena, Federico III e della moglie, Margherita di Champagne o di Navarra, figlia di Tebaldo il Saggio, conte di Champagne (Tebaldo IV di Champagne) e Re di Navarra (Tebaldo I di Navarra) e della sua terza moglie, Margherita, principessa della casa di Borbone(† 1256), figlia secondogenita del signore di Borbone, Arcimbaldo VIII, e di Guigone de Forez.

## Biografia
Suo padre, Teobaldo II morì nell'aprile del 1312 e gli succedette il figlio primogenito Federico, come ci viene confermato dal Matthias Nuewenburgensis. Federico divise con i fratelli Mattia e Ugo i vari domini.
Dopo la morte, nel 1313, dell'imperatore, Enrico VII, il 18 ottobre 1314, alla Dieta di Francoforte, i principi-elettori del Sacro Romano Impero elessero il Wittelsbach, Ludovico IV di Baviera, re di Germania al posto del pretendente, l'Asburgo Federico I, Duca d'Austria, che pur ottenendo meno voti, si fece incoronare antire di Germania, Federico III. Federico IV di Lorena, marito di Elisabetta d'Austria, figlia di Alberto I d'Asburgo, fu fervente sostenitore del cognato, Federico I d'Asburgo. Il 28 settembre 1322, alla Battaglia di Mühldorf, Federico IV di Lorena e Alberto, fratello di Federico, duca d'Austria e re di Germania, vennero catturati. Il re di Francia Carlo IV il Bello, due anni dopo, pagò il riscatto, e ottenne il rilascio del Duca, a patto che non si intromettesse più nella politica dell'imperatore, Ludovico IV.
Nel 1315, Federico IV, aveva fatto testamento disponendo, tra le altre cose, che suo figlio, Rodolfo, gli sarebbe succeduto.
Federico, nel 1324, si unì al re di Boemia e conte di Lussemburgo, Giovanni, nell'assedio alla città di Metz, che non voleva riconoscere come re di Germania, Ludovico il Bavaro; la pace fu siglata, nel 1325.
Sempre nel 1324, Federico, partecipò ad una spedizione, assieme a Carlo IV il Bello, contro Edoardo II d'Inghilterra.
Dal momento che quest'ultimo riteneva che Carlo IV avesse costruito una fortezza abusiva nei suoi territori, successivamente Carlo IV inviò in Aquitania suo zio, il Conte Carlo di Valois, che sottomise quasi tutta la Guienna; nel 1325 si pervenne ad una tregua. La pace fu poi conclusa, in quello stesso anno, a Parigi, tra Carlo IV e la sorella, Isabella di Francia, regina consorte di Edoardo II (ma non più in buoni rapporti col marito), riuscendo a sfuggire a Ugo Despenser e suo figlio Ugo Despenser il Giovane che la tenevano controllata.
Federico IV fu un alleato di Filippo VI di Francia, il figlio di Carlo di Valois, che nel 1328 era succeduto al cugino Carlo IV, ed in quello stesso anno era dovuto intervenire nelle Fiandre a sostegno del conte Luigi I di Fiandra, contro i borghesi in rivolta, e Federico IV partecipò alla campagna militare.
Federico IV morì in seguito alla Battaglia di Cassel (1328), del 23 agosto 1328; secondo alcune cronache morì, nel corso della battaglia, secondo altri morì sei mesi dopo, il 21 aprile, quando fu sepolto.
Fu sepolto il venerdì santo nell'abbazia di Beaupré e gli succedette il figlio, Rodolfo.

## Matrimonio e discendenza
Il 6 agosto 1306, come ci conferma la HISTOIRE ECCLESIASTIQUE ET CIVILE DE LORRAINE, QUI COMPREND CE QUI..., Volume 2, Teobaldo sposò Elisabetta d'Austria (1285-1352), figlia del duca d'Austria e re di Germania, Alberto I d'Asburgo e di Elisabetta di Tirolo-Gorizia, figlia, secondo il Burkardi de Hallis et Dytheri de Helmestat Notæ Historicæ 1273-1325 di Mainardo II di Tirolo-Gorizia, duca di Carinzia e di Elisabetta di Wittelsbach (vedova dell'Imperatore Corrado IV).
Federico da Elisabetta ebbe due figli:
- Rodolfo (1320 † 1346), Duca di Lorena[12];
- Margherita († dopo il 1376), citata nel testamento del fratello Rodolfo[20].

Federico da una amante di cui non si conoscono né il nome né gli ascendenti, ebbe un figlio:
- Alberto (prima del 1329 † 1395 circa), citato nel testamento del fratellastro Rodolfo[20].

## Ascendenza
|                        |   |                                 | Genitori                   |  |  | Nonni |  |  | Bisnonni            |  |  | Trisnonni             |  |
|                        |   |                                 |                            |  |  |       |  |  | Mattia II di Lorena |  |  | Federico II di Lorena |  |
|                        |   |                                 |                            |  |  |       |  |  | Mattia II di Lorena |  |  | Federico II di Lorena |  |
|                        |   | Agnese di Bar                   |                            |  |  |       |  |  | Mattia II di Lorena |  |  |                       |  |
| Federico III di Lorena |   |                                 |                            |  |  |       |  |  | Mattia II di Lorena |  |  |                       |  |
|                        |   | Caterina di Limburgo            | Valerano III di Limburgo   |  |  |       |  |  |                     |  |  |                       |  |
|                        |   | Caterina di Limburgo            | Valerano III di Limburgo   |  |  |       |  |  |                     |  |  |                       |  |
|                        |   | Caterina di Limburgo            | Ermesinda di Lussemburgo   |  |  |       |  |  |                     |  |  |                       |  |
| Teobaldo II di Lorena  |   | Caterina di Limburgo            |                            |  |  |       |  |  |                     |  |  |                       |  |
|                        |   | Tebaldo I di Navarra            | Tebaldo III di Champagne   |  |  |       |  |  |                     |  |  |                       |  |
|                        |   | Tebaldo I di Navarra            | Tebaldo III di Champagne   |  |  |       |  |  |                     |  |  |                       |  |
|                        |   | Tebaldo I di Navarra            | Bianca di Navarra          |  |  |       |  |  |                     |  |  |                       |  |
| Margherita di Navarra  |   | Tebaldo I di Navarra            |                            |  |  |       |  |  |                     |  |  |                       |  |
|                        |   | Margherita di Borbone-Dampierre | Arcimbaldo VIII di Borbone |  |  |       |  |  |                     |  |  |                       |  |
|                        |   | Margherita di Borbone-Dampierre | Arcimbaldo VIII di Borbone |  |  |       |  |  |                     |  |  |                       |  |
|                        |   | Margherita di Borbone-Dampierre | Beatrice di Montluçon      |  |  |       |  |  |                     |  |  |                       |  |
| Federico IV di Lorena  |   | Margherita di Borbone-Dampierre |                            |  |  |       |  |  |                     |  |  |                       |  |
|                        | … | …                               |                            |  |  |       |  |  |                     |  |  |                       |  |
|                        | … | …                               |                            |  |  |       |  |  |                     |  |  |                       |  |
|                        | … | …                               |                            |  |  |       |  |  |                     |  |  |                       |  |
| Ugo di Rumigny         | … |                                 |                            |  |  |       |  |  |                     |  |  |                       |  |
|                        |   | …                               | …                          |  |  |       |  |  |                     |  |  |                       |  |
|                        |   | …                               | …                          |  |  |       |  |  |                     |  |  |                       |  |
|                        |   | …                               | …                          |  |  |       |  |  |                     |  |  |                       |  |
| Isabella di Rumigny    |   | …                               |                            |  |  |       |  |  |                     |  |  |                       |  |
|                        |   | …                               | …                          |  |  |       |  |  |                     |  |  |                       |  |
|                        |   | …                               | …                          |  |  |       |  |  |                     |  |  |                       |  |
|                        |   | …                               | …                          |  |  |       |  |  |                     |  |  |                       |  |
| Filippina d'Oulche     |   | …                               |                            |  |  |       |  |  |                     |  |  |                       |  |
|                        |   | …                               | …                          |  |  |       |  |  |                     |  |  |                       |  |
|                        |   | …                               | …                          |  |  |       |  |  |                     |  |  |                       |  |
|                        |   | …                               | …                          |  |  |       |  |  |                     |  |  |                       |  |
|                        |   | …                               |                            |  |  |       |  |  |                     |  |  |                       |  |

### Fonti primarie
- (LA)  Monumenta Germaniae Historica, Scriptores, tomus XXIII.
- (LA)  Fontes Rerum Germanicarum, Band IV (Stuttgart).
- (LA)  Fontes rerum Germanicarum II.

### Letteratura storiografica
- (FR)  HISTOIRE ECCLESIASTIQUE ET CIVILE DE LORRAINE, QUI COMPREND CE QUI..., Volume 2.